# Baročno slikarstvo
Baročno slikarstvo je slikarstvo, povezano z baročnim kulturnim gibanjem. Gibanje pogosto poistovetijo z absolutizmom, protireformacijo in katoliškim preporodom, vendar obstoj pomembne baročne umetnosti in arhitekture v neabsolutističnih in protestantskih državah po zahodni Evropi poudarja njegovo široko priljubljenost.
Baročno slikarstvo zajema širok spekter slogov, saj je najpomembnejše in glavno slikarstvo v obdobju, ki se je začelo okoli leta 1600 in se je nadaljevalo v 17. stoletju, in v začetku 18. stoletja danes opredeljeno kot baročno slikarstvo. V svojih najbolj značilnih manifestacijah je za baročno umetnost značilna velika dramatičnost, bogata, globoka barva ter intenzivne svetlobe in temne sence; ta izraz pa zajema tudi klasicizem francoskih baročnih slikarjev, kot je Poussin in nizozemskih žanrskih slikarjev, kot je Vermeer. V nasprotju z renesančno umetnostjo, ki je po navadi prikazovala trenutek pred dogodkom, so baročni umetniki izbrali najbolj dramatično točko, trenutek, ko se je dogajalo dogajanje: Michelangelo, ki je delal v visoki renesansi, prikazuje svojega Davida sestavljenega in še preden se bori z Goljatom; Berninijev baročni David je ujet pri metanju kamna proti velikanu. Baročna umetnost naj bi vzbujala čustva in strast namesto umirjene racionalnosti, ki je bila cenjena v času renesanse.
Med največjimi slikarji baročnega obdobja so Velázquez, Caravaggio, Rembrandt, Peter Paul Rubens, Nicolas Poussin in Jan Vermeer. Caravaggio je dedič humanističnega slikarstva visoke renesanse. Njegov realističen pristop k človeški figuri, naslikan neposredno iz življenja in dramatično osvetljen na temnem ozadju, je šokiral sodobnike in odprl novo poglavje v zgodovini slikarstva. Baročno slikarstvo pogosto dramatizira prizore z uporabo chiaroscúro učinkov; to je razvidno iz del Rembrandta, Vermeerja, Le Naina in La Toura. Flamski slikar Anthonis van Dyck je razvil eleganten, a impozanten portretni slog, ki je bil zelo vpliven, zlasti v Angliji.
Razcvet Nizozemske v 17. stoletju je privedel do ogromne umetniške produkcije velikega števila slikarjev, ki so bili večinoma visoko specializirani in so slikali samo žanrske prizore, krajine, tihožitja, portrete ali zgodovinske slike. Tehnični standardi so bili zelo visoki in nizozemsko slikarstvo zlate dobe je vzpostavilo nov repertoar tem, ki je bil zelo vpliven do prihoda modernizma.

## Zgodovina
Tridentinski koncil (1545–63), v katerem je Rimskokatoliška cerkev odgovarjala na številna vprašanja notranje reforme, ki so jo sprožili tako protestanti kot tisti, ki so ostali v katoliški cerkvi, je v svojem kratkem in nekoliko posrednem odlomku nagovoril predstavniške umetnosti z odloki. To so pozneje interpretirali in razložili številni klerikalni avtorji, kot je Molanus, ki so zahtevali, da morajo slike in skulpture v cerkvenih okoliščinah prikazovati svoje subjekte jasno in močno in z odliko, brez slogovnih manierističnih manir. Številni umetnostni zgodovinarji to vrnitev k populistični predstavi o funkciji cerkvene umetnosti vidijo kot poganjanje novosti Caravaggia in bratov Carracci, ki so vsi delali (in tekmovali za naročila) v Rimu okoli leta 1600, čeprav v nasprotju s Carracciji, je bil Caravaggio vztrajno kritiziran zaradi pomanjkanja lepote pri svojem delu. Toda čeprav so religiozno slikarstvo, zgodovinsko slikarstvo, alegorije in portreti še vedno veljali za najplemenitejše teme, so bile krajine, tihožitja in žanrski prizori vse pogostejši tudi v katoliških državah in so bile glavne zvrsti v protestantskih.

## Izraz
Izraz baroque je bil sprva uporabljen z omalovažujočim pomenom, da bi poudaril presežke njegovega poudarka. Drugi izhajajo iz mnemotehničnega izraza baroco, ki v logični Scholastica označuje domnevno težko obliko silogizma. Izraz je bil zlasti uporabljen za opis njegove ekscentrične odvečnosti in hrupnega obilja podrobnosti, kar je ostro nasprotovalo jasni in trezni racionalnosti renesanse. Prvi ga je rehabilitiral švicarski umetnostni zgodovinar Heinrich Wölfflin (1864–1945) v svojem delu Renaissance und Barock (1888); Wölfflin je barok opredelil kot »gibanje, uvoženo v maso«, umetnost, ki je antiteza renesančni umetnosti. Ni razlikoval med manierizmom in barokom, kot ga delajo sodobni pisatelji in prezrl je poznejšo fazo, akademski barok, ki je trajal v 18. stoletju. Pisatelji v francoščini in angleščini niso začeli baroka obravnavati kot ugledno študijo, dokler Wölfflinov vpliv ni postavil nemške teze v ospredje.

## Lastnosti
Baročni način izražanja je najlažje razložiti v primerjavi z renesanso: za renesanso tipičen jasen obris linij (linearnost) nadomešča baročno taljenje mehkih obrisov (slikovito), renesančno plosko oblikovanje zamenja baročno globoko, zaprte in večplastne kompozicije zamenjajo odprte in edinstvene, jasno oblikovanje postane nejasno.
Najbolj znani predstavniki baročnega slikarstva so:
- Italija: Caravaggio, družina Carracci, Artemisia Gentileschi, Giovanni Battista Gaulli, Gian Lorenzo Bernini, Giovanni Battista Piazzetta, Francesco Guardi, Pietro da Cortona, Lodovico Carracci, Giovanni Battista Piranesi, Guido Reni.
- Francija: družina Le Nain, Jean Callot, Nicolas Poussin, Claude Lorain, P. Mignard, Georges de la Tour.
- Španija: Diego Velázquez, Bartolomé Esteban Murillo, Jusepe de Ribera, Francisco de Zurbarán.
- Flandrija in Nizozemska: Rembrandt, Peter Paul Rubens, Frans Hals, Jan Brueghel mlajši, Abraham Brueghel, M. Hobbema, Anthonis van Dyck, Jan Vermeer, Jacob van Ruisdael, Hermen Steenwyck, Judith Leyster.
- Nemčija in Avstrija: družina Asam, A. Elsheimer, M. Rottmayr.

Baročno slikarstvo se je najprej razvilo v Italiji, za hitro širjenje stenskega slikarstva pa so bili najbolj zaslužni jezuiti, ki so v boju za zmago protireformacije ustanovili številne samostane in z njimi gradili bleščeče in razkošne cerkve po Evropi. Poleg tega sta Vatikan in katoliška cerkev v slikarstvu postavila stroga ikonografska pravila in zahtevala, da se na slikah izrazi močno versko navdušenje ali skrušena pobožnost.

### Iluzionizem
Prvo načelo so kot ideal sprejeli slikarji iluzionističnih kompozicij na obokih cerkva. To so bile slike, ki so bile po navadi ganljive, čutne in spektakularne; slike, ki so 'raztapljale' stene, oboke in kupole ter nakazovale, da se notranjost cerkve ali palače preliva in zlije z zunanjim okoljem. S kombinacijo ustrezne arhitekture in poslikanih kipov je bil včasih ta iluzionizem tako uspešen, da je pri gledalcu izzval optično iluzijo, kot da meša resnično in naslikano.
Vrhunec iluzionističnega slikarstva najdemo v Poveličanju vladavine Urbana VIII. Pietra de Cortone v palači Barberini v Rimu. Slikana in resnična arhitektura se mešata in vse moti vrtinec likov, ki se dvigajo v neskončno nebo. Zdi se, da nekateri liki celo plavajo v dvorani. Da, Cortonova slika je epska poezija gibov, kretenj in izrazov, ki so lahko berljivi.

### Intimnost
Umetnik, ki ga imenujemo prvi baročni slikar, Michelangelo Merisi della Caravaggio, se je strinjal z drugim načelom – spokorna pobožnost. Caravaggio je v slikarstvo vnesel vrhunski realizem - njegove like na slikah orisuje nenavadna svetloba in tema intimne sence, v katero so potopljeni. Svoje like je upodobil žive modele, običajno ljudi z ulice in celo like svetnikov in samega Kristusa (kar je povzročilo ogorčenje med rimskimi državljani).
Takšni liki so tudi v njegovih prvih verskih delih: Klicanje sv. Mateja in Sv. Matej in angel. Na prvi podobi so figure Mateja in prijatelja upodobljene celo v oblačilih tistega časa, ko je slika nastala, svetost Kristusovega lika pa je dosegla upodobitev svetlobnega traku, ki se zdi, da prihaja iz okna poleg slike. Prav ta 'priložnostna' religioznost je ustrezala protireformatorskim težnjam (kot v primeru Francoza de la Toura), pa tudi protestantskim slikarjem (na primer Nizozemcu Rembrandtu). Njegove slike so bile pogosto avtobiografske (Goljat na sliki David z Goljatovo glavo). Njegovi privrženci, caravaggisti, so se že za časa njegovega življenja pojavili v Italiji, na Nizozemskem in v Franciji, s svojimi slikami pa je v slikarstvo vnesel nekakšno revolucijo.

### Individualnost
V baroku postane subjektivni vtis še posebej pomemben, zato so osebni slogi nekaterih umetnikov popolnoma drugačni in prav v tem je bogastvo baročne umetnosti. To je najbolj očitno na slikah dveh slikarjev, ki sta prišla z istega območja in slikala skoraj istočasno, a v povsem drugačnem slogu. Tako je veliki flamski slikar Peter Paul Rubens slikar baročnega gibanja, neomejenega obilja in razkošja, materialnega bogastva, svetlih barv, osredotočen na zunanje in površno v pogosto prenatrpanih kompozicijah zgodovinskih, alegoričnih, mitoloških ali verskih tem. Zaradi zanimive življenjske poti je Rubens, otrok protestantske družine, postal vnet katolik, ki je vero poveličeval z vsakim dejanjem. Pravi protireformator je Rubens videl svet kot oder in njegove slike so polne drame. Tako je njegovo delo Dviganje križa videti kot piramida teles, ki mahajo in kot da presegajo podobo, vključno z opazovalcem v svoji drami.
Medtem ko Nizozemec Rembrandt van Rijn, največji genij nizozemskega slikarstva, raziskuje notranje duhovno bogastvo, večno človeško dramo tako na portretih kot avtoportretih kot v biblijskih prizorih, njegovo glavno izrazno sredstvo so žlahtne zlato-rjave barve in dramatičen odnos prodiranja svetlobe v temni prostor slike. Eden najplodnejših slikarjev vseh časov je naslikal nešteto tem iz Svetega Pisma, naredil veliko grafičnih del in zanimivi so njegovi številni avtoportreti, po katerih lahko natančno vidimo, kako se človek spreminja od mladosti do najgloblje starosti. Njegova največja slika Nočna straža je eno najuspešnejših baročnih del z gibanjem in svetlobo, ki ji daje še nikoli videno dramo. Ravno v tej temi in čutni svetlobi se je močno razlikoval od sodobnika Rubensa, ki ga je videl kot tekmeca. Proti koncu življenja slika najbolj ganljive podobe, kot je Vrnitev izgubljenega sina, ki je tako močan v občutku nežne tišine, da se opazovalec spontano intimno poveže s skupino na sliki. Na tej sliki se bogastvo človeškega razumevanja skozi celotno slikarsko izkušnjo spremeni v edinstven izraz žalosti in odpuščanja. Morda doslej najbolj intimno delo v umetnostni zgodovini.

### Likovni motivi
V baroku so se številne slikarske teme osamosvojile, na primer portret, akt, krajina ali tihožitje. Nekateri slikarji se tudi odločijo in se specializirajo za samo eno od teh tem ali pa znotraj njih še bolj ozko. Tako se je Francoz Georges de la Tour v nočni razsvetljavi zanašal na kontrastno igro svetlobe in sence, Nizozemec Frans Hals je v plapolajočih portretih ujel človeška čustva, Jan Vermeer van Delft pa je zapel lepoto intime človeškega doma.
Najbolj znan španski slikar je Diego Velazquez. Njegovi zgodnji 'žanrski prizori' (npr. Vodnar iz Sevilje), ki prikazuje revne, so imeli več duha in čustev kot njegova kasnejša dela, ko je v Madridu postal kraljevi slikar. Kljub temu je bil najboljši slikar svetlobe, kar je razvidno iz bogatih slik (npr. Las meninas - Princesa in služkinje).